# Lijst van spiegelretourschepen
Dit is een lijst van spiegelretourschepen van de V.O.C..

## A
- Aagtekerke (schip, 1724)
- Aemilia [1631]
- Amboina [1629]
- Amstelveen [1746]
- Amsterdam [1632]
- Amsterdam [1748]
- Anna Catharina [1728]

## B
- Banda [1606]
- Banda [1633]
- Bantam [1606]
- Batavia [1628]
- Noord Beveland [1756]
- Bleiswijk [1756]
- Brandenburg [1690]
- Breda [1637]
- Gouden Buis[1692]
- Buren [1628]
- Bonte Spegt [1642]

## C
- Candia [1788]
- Ceres [1771]
- Ceylon [1606]
- Ceylon [1673]
- China [1606]
- Coevorden [1674]

## D
- Delft [1623]
- Delft [1641]
- Wapen van Delft [1620]
- Stad Domburg [1690]
- Donkervliet [1696]
- Dordrecht [1618]

## E
- Eendracht [1663]
- Eenhoorn [1683]
- Enkhuizen [1636]

## F
- Frederik Hendrik [1626]

## G
- Galiasse [1627]
- Geldermalsen [1746]
- Wapen van der Goes [1668]
- Gouda [1620]

## H
- Haarlem [1636]
- Haarlem [1720]
- Halve Maen [1609]
- Louise Henriette [1635]
- Vliegend Hert [1729]
- Hof van Holland [1630]
- Ridderschap van Holland [1681]
- Hollandia [1602]
- 't Slot van Honingen [1654]

## I
- IJsselmonde [1693]

## K
- Karthago [1692]
- Kattendijk [1694]

## L
- Gekroonde Leeuw [1654]
- Gouden Leeuw [1615]
- Leeuwarden [1629]
- Jonge Lieve [1759]

## M
- Maas [1683]
- Maastricht [1634]
- Mauritius [1602]
- Middelburg [1619]
- Middelburg [1629]
- Middelburg [1664]
- 't Wapen van Middelburg [1666]

## N
- Naarstigheid [1746]
- Nieuw Hoorn [1618] (schipper: Willem IJsbrantsz. Bontekoe; vergaan in 1619, zoals opgetekend in het Journaal van Bontekoe)
- Noordbeek [1707]

## O
- (Witte) Olifant [1639]
- Oosthuizen [1749]
- Oostsouburg [1686]
- Oranje [1643]

## P
- Patani [1606]
- Petronella Alida (1722)
- Prattenburg [1715]

## R
- Rotterdam [1641]
- Wapen van Rotterdam [1666]

## S
- Schelde [1780]
- Schellak [1736]
- Schoondijk [1688]
- Schoonderloo [1693]
- Schoonderloo [1779]
- Sirjansland [1691]
- Soeverein
- Stadwijk
- Swarte Leeuw

## T
- Tijger [1640]

## V
- Vlissingen [1753]
- Vosmeer
- Vrijburg [1695]
- Vliegend Hert

## W
- Waddinxveen [1691]
- Walcheren [1661]
- Walvis [1639]
- Wassenaar [1629]
- Waterland [1683]
- Westfriesland [1641]
- Prins Willem Hendrik [1668]
- Prins Willem [1650]
- Woestduin [1767]
- Witte Leeuw

## Z
- Zeeland [1783]
- Zeelandia [1631]
- Zeewijk [1725]
- Wapen van Zierikzee [1667]
- Zilverstein
- Zutphen [1632]
- Zwolle [1635]